# مطار غولوغ ماكين
مطار غولوغ ماكين (بالصينية: 果洛大武机场) مطار عام يقع بمدينة غولوغ في تشينغهاي في الصين. يبلغ طول المدرج 4000 م .

## شركات الطيران والوجهات
| شركـات طيـران         | الوجهات                                                           |
| --------------------- | ----------------------------------------------------------------- |
| خطوط شرق الصين الجوية | مطار شيان شيانيانغ الدولي، مطار شينينغ الدولي                     |
| طيران التبت           | مطار تشنغدو شوانغليو الدولي، مطار لاسا الدولي، مطار شينينغ الدولي |

## وصلات خارجية
- http://www.flightstats.com/go/Airport/airportDetails.do?airportCode=